# 萩エクスプレス

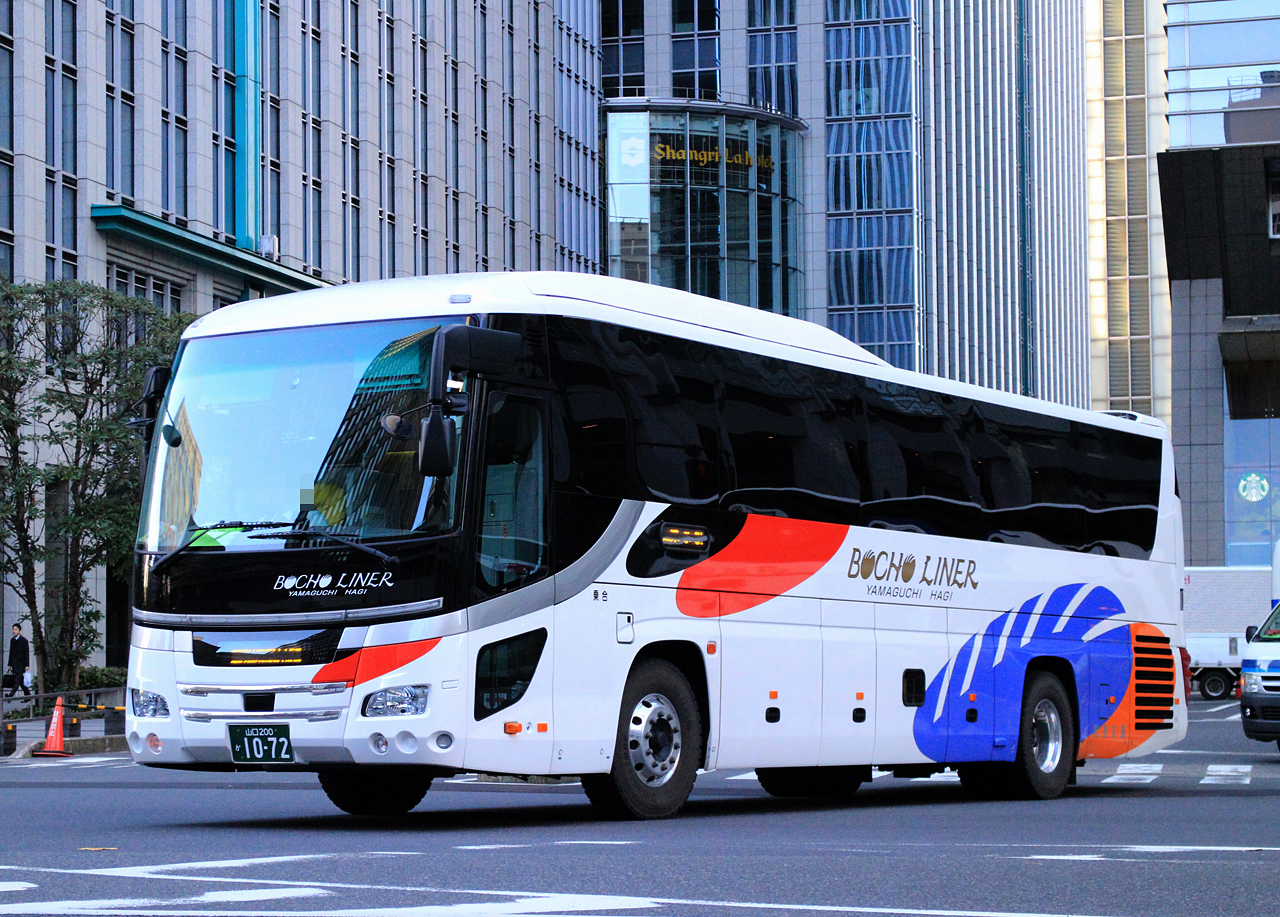
防長交通「萩エクスプレス」（日野セレガHD）

萩エクスプレス（はぎエクスプレス）は、防長交通が運行する、東京都と広島県広島市・大竹市・山口県東部・中部・北部（岩国市・周南市・防府市・山口市・美祢市・萩市）を結ぶ夜行高速バス路線。当初は「萩エキスプレス」と名乗ったが、のちに語感の良い「エクスプレス」と改めた。
この項目では、現在は「萩エクスプレス」に統合されて愛称が消滅した「ポセイドン号」及び「アルバ号」についても説明する。

## 概要
全国的に夜行高速バスの路線網が新設されていった1990年代に、首都圏と山口県中部・東部を結ぶ路線として誕生した。路線開設当初は一般道の走行時間を極力抑えることを考慮した結果、県中部（萩・山口・防府）から「萩エクスプレス」、県東部（周南・岩国）から「アルバ」（東京発着）・「ポセイドン」（横浜発着）と、首都圏に向けてそれぞれ別々の系統の路線が運行されていたが、沿線人口の少なさもあり採算性の問題から各系統が統合されて現在に至る。山口県東部・北部地域からは東京とを乗り換え無しで結ぶ唯一の直通交通機関となっている。
日本でも有数の長距離夜行高速バスとして知られており、2020年2月現在運行されている高速バス路線としては、本州内で完結する路線では唯一走行距離が片道1,000kmを超え（1,004km）、全体でも天領バス「TenryoLINER」（東京 - 山口・福岡線、約1,110km、所要15時間50分）、西日本鉄道「はかた号」（新宿 - 福岡、約1,097km、所要14時間39分）に次ぐ3番目。所要時間では前述の「TenryoLINER」東京 - 山口・福岡線、神姫バスツアーズ「Limon Bus」（TDS・東京 - 京都・大阪・神戸・姫路・城崎温泉線、14時間40分）、桜交通グループ「AT LINER」（大阪・京都 - 郡山・仙台線、14時間40分）に次ぐ4番目の14時間39分で、これは「はかた号」と同じ設定となっており、途中休憩の多いツアーバスからの転換事業者を除けば最長時間運行となる。
かつて共同運行を行っていた京急観光バス（前身含む）は2000年から撤退までの間、在京のバス事業者では最長距離の運用を行っていた。これはかつて在京最長距離の運用であった「はかた号」から京王電鉄バスが撤退（1999年）、またそれに次ぐ長距離であった「ふくふく東京号」（東京 - 下関）からジェイアールバス関東が撤退（2000年）したことによる。在京のバスでは唯一、一日1000kmを超える運用を行っている路線でもあったが、京急観光バスが撤退したため、在京のバスでの最長運用距離の座を「ドリーム阿南・徳島号」（ジェイアールバス関東）に明け渡している。これを上回る路線として西武観光バスが「Lions Express」（大宮・池袋・横浜 - 福岡）として2011年12月1日より運行開始したが、2015年5月16日をもって運行が終了している。

## 運行会社
- 防長交通
  - 萩営業所所属の車両にて運行。萩営業所所属の乗務員が全区間、山口営業所所属の乗務員が東京 - 山口宮野間を乗務（東京 - 山口宮野間は2名乗務、山口宮野 - 萩間は1名乗務）
  - 東京での乗車券発売・運行支援業務はジェイアールバス関東が担当している（電話での予約受付は防長交通のみ）。

## 沿革

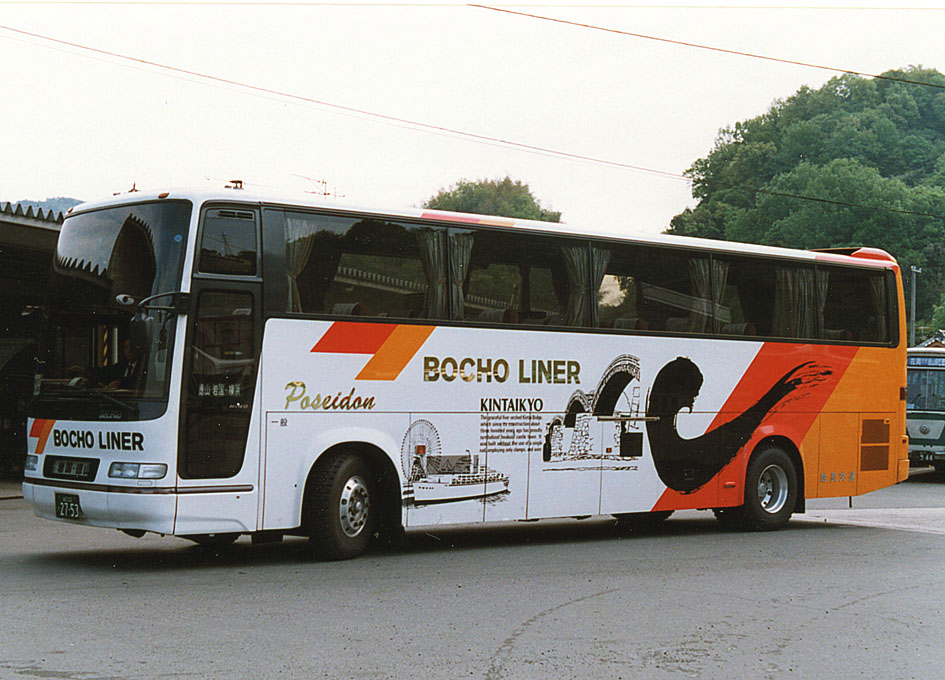
ポセイドン号（防長交通）

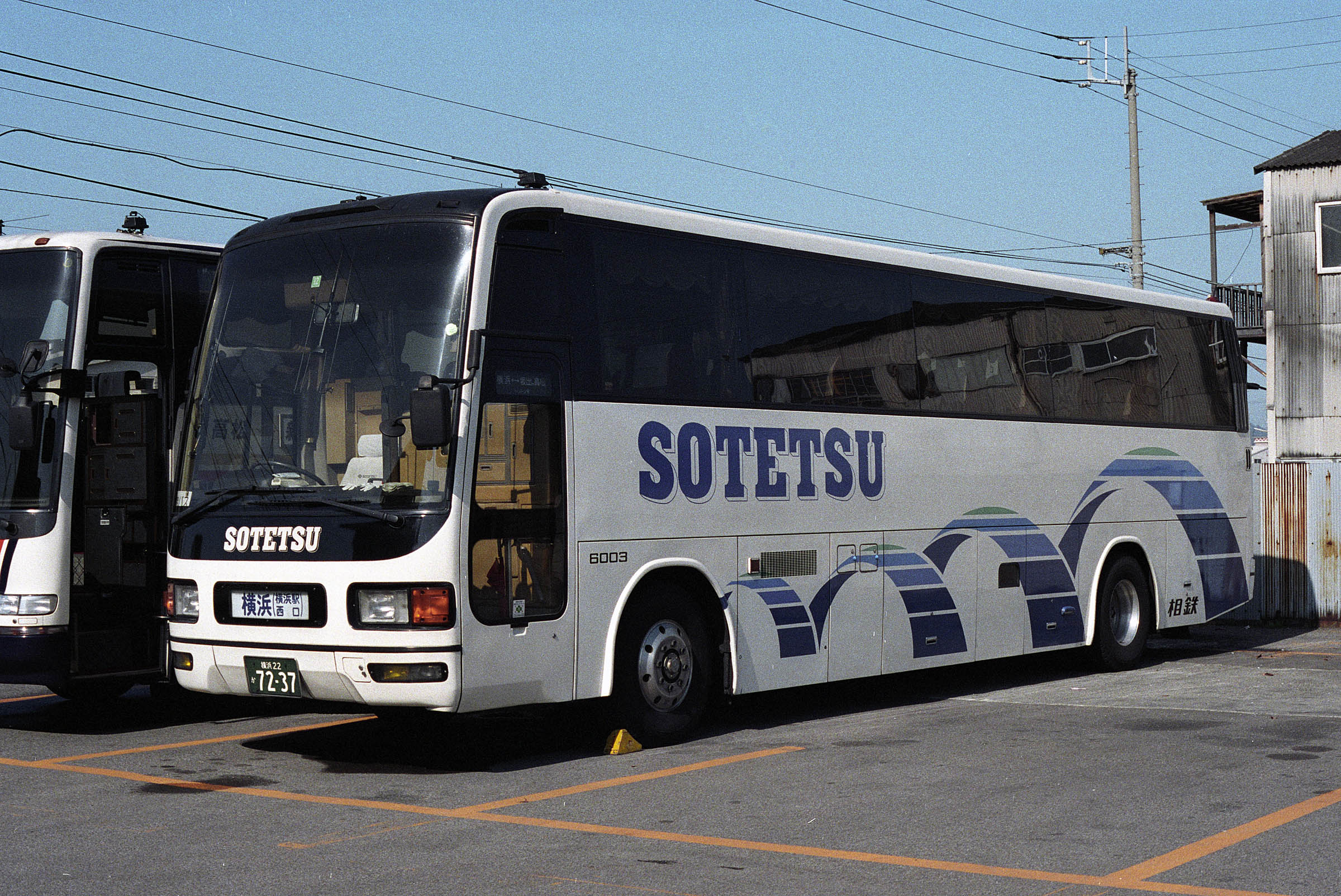
元ポセイドン号専用車（相模鉄道）

- 1990年（平成2年）12月20日 - 相模鉄道・防長交通が横浜 - 岩国・徳山（現周南市）間にポセイドン号を運転開始。
- 1993年（平成5年）
  - 4月24日 - 京浜急行電鉄（当時）・防長交通が東京（品川・浜松町） - 防府・萩間に[3]萩エクスプレスを運転開始。
  - 11月2日 - 京浜急行電鉄（当時）・防長交通が東京（品川・浜松町）・横浜 - 岩国・徳山間にアルバ号を運転開始[4]。同時にポセイドン号を廃止。
- 1998年（平成10年）3月31日 - アルバ号を萩エクスプレスに統合し、東京（品川・浜松町） - 岩国・徳山・防府・萩間となる。
- 2003年（平成15年）
  - 3月20日 - 山口宮野（防長交通山口営業所、元山口市交通局）にバス停を新設。
  - 10月1日 分社化に伴い、京浜急行電鉄担当便が京浜急行バスに移管。
- 2004年（平成16年） - 京浜急行バス担当便が羽田京急バスに管理委託。
- 2005年（平成17年）12月1日 - 京浜急行バス（羽田京急バス）担当便が京急観光バスに移管。
- 2007年（平成19年）
  - 6月1日 - 京急観光バスが運行から撤退、防長交通の単独運行となる（京急は東京側の予約・発券・運行支援業務を継続）。
  - 8月10日 - この日の出発分から、東京側の発着地を浜松町・品川から霞が関（上りのみ）・東京駅に変更。山口側の停留所を増設。また前日分をもって京急での予約・発券・運行支援業務を終了し、東京での発券・運行支援業務をジェイアールバス関東に移管（電話予約は取り扱わない）。
- 2015年（平成27年）12月15日 - この日の出発分から、6年ぶりに新型車の運用を開始。この車両は初めて、新夜行塗装、全席コンセントなどが装備された車両となる。
- 2019年（令和元年）6月21日 - 運賃改定[5]。
- 2020年（令和2年）
  - 4月5日 - 新型コロナウイルス感染症の流行に伴い、運休[6]。
  - 7月30日 - この日より運行再開予定だったが、新型コロナウイルスの感染拡大に伴い運行再開を見合わせ[7]。
- 2021年（令和3年）12月23日 - 運行再開[8]。
- 2022年（令和4年）4月28日 - この日の出発便より、広島（広域公園前駅）バス停への停車を開始。同時に（広島・）山口側の休憩地を宮島SAから、萩行きが沼田PAに、東京行きが奥屋PAに変更。

## 運行経路
太字は停車停留所。 東京駅・霞が関 - 広域公園前駅を挟まない利用不可。
- 東京駅 - 霞が関 - 霞が関出入口 - （首都高速道路都心環状線・3号渋谷線・東名高速道路・新東名高速道路・伊勢湾岸自動車道・東名阪自動車道・新名神高速道路・名神高速道路・中国自動車道・山陽自動車道・広島岩国道路） - 広島（広域公園前駅） - 大竹IC入口 - （国道2号） - 岩国駅前 - 岩国IC - （山陽自動車道） - 玖珂IC - 熊毛IC - 徳山東IC - （国道2号） - 徳山駅前 - 国道2号 - 防府駅前 - 国道262号 - 山口宮野 - （県道宮野大歳線） - 山口西京橋 - 山口湯田温泉 - （国道435号・県道小野田美東線） - 大田中央 - （県道萩秋芳線・萩道路・国道262号） - 萩バスセンター
  - 東京駅は八重洲南口始発、日本橋口到着。霞が関は東京行きのみ停車。
  - 休憩は、上下便も23時前と6時過ぎに設定されている。原則として下りは富士川SA又は駿河湾沼津SAと沼田PA、上りは奥屋PAと足柄SAで行われる。
  - 東京行きにおいては、遅延時対策として、希望者に対して首都高速用賀PAでの途中降車に応じるとともに、東急田園都市線 用賀駅→渋谷駅の割引切符を販売している[9]。
  - 繁忙期に運行される続行便は山口湯田温泉発着となる場合がある。

## 使用車両

### 防長交通
現在は日野・セレガハイデッカーで、3列シートの夜行仕様車が使用されている。
過去には日野セレガスーパーハイデッカー・三菱ふそうエアロクィーンⅠも使用されていた。
初代の車両は衛星放送（BS放送）の受信装置を備えた専用車両が充当されており、車体側面・後方には山口県内の観光地を描いたイラストがデザインされていた（運行開始時から同デザイン）が、2008年に導入されたセレガには防長交通の観光車に準じたシンプルなデザインに変更された。2015年導入車両は同じく観光車に準じたデザインながら、スーパーハイデッカー車用のデザインを採用。翌2016年に近鉄バスから譲受したスーパーハイデッカー車は、近鉄バス時代のカラーリングに前年度導入車両から採用された新車体ロゴを配している。2024年に8年ぶりとなる新車導入、こちらは2008年導入されたものと同じく観光車に準じたシンプルなデザインとなっている。
過去には使用車両は大阪・京都行「カルスト号」と共用されていた。（カルスト号は現在休止中）また、山口市ラッピング車両が優先的に充当されていた。（現在は福岡・防府・周南ライナーに転用）

### 京急観光バス（撤退）
三菱ふそうのスーパーハイデッカー車で、3列シートの夜行仕様車が使用されていた。運行開始当初の京急車は独立3列シート・トイレ付で28人乗り（最後部が4列ではなく3列になっていた）で、防長同様、衛星放送（BS放送）の受信装置が備えられた専用車であった。その後も比較的新しい車両を充当していたが、京急観光バス移管後は東京 - 青森線「ラ・フォーレ号」等と共通運用で、日によってほぼ本州の両端のどちらかに向かう運用となっていた。

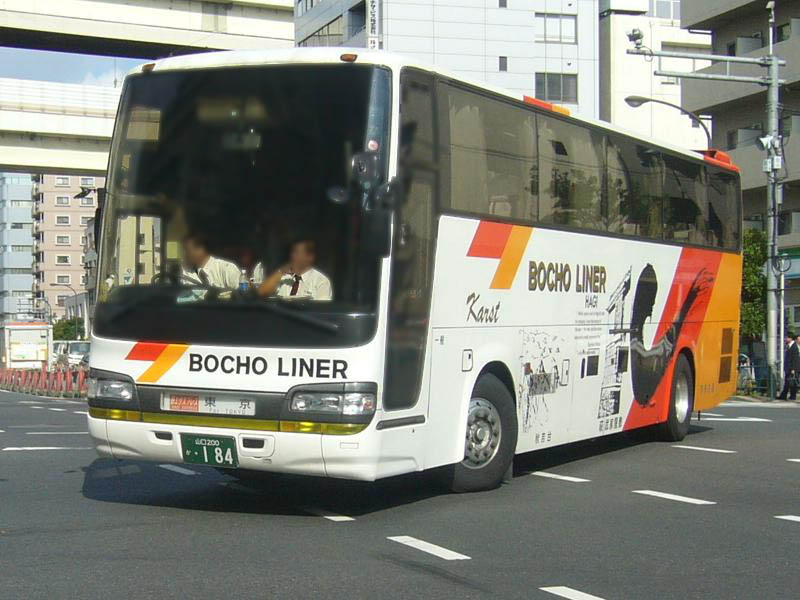
防長交通過去の担当車両（現在は廃車）
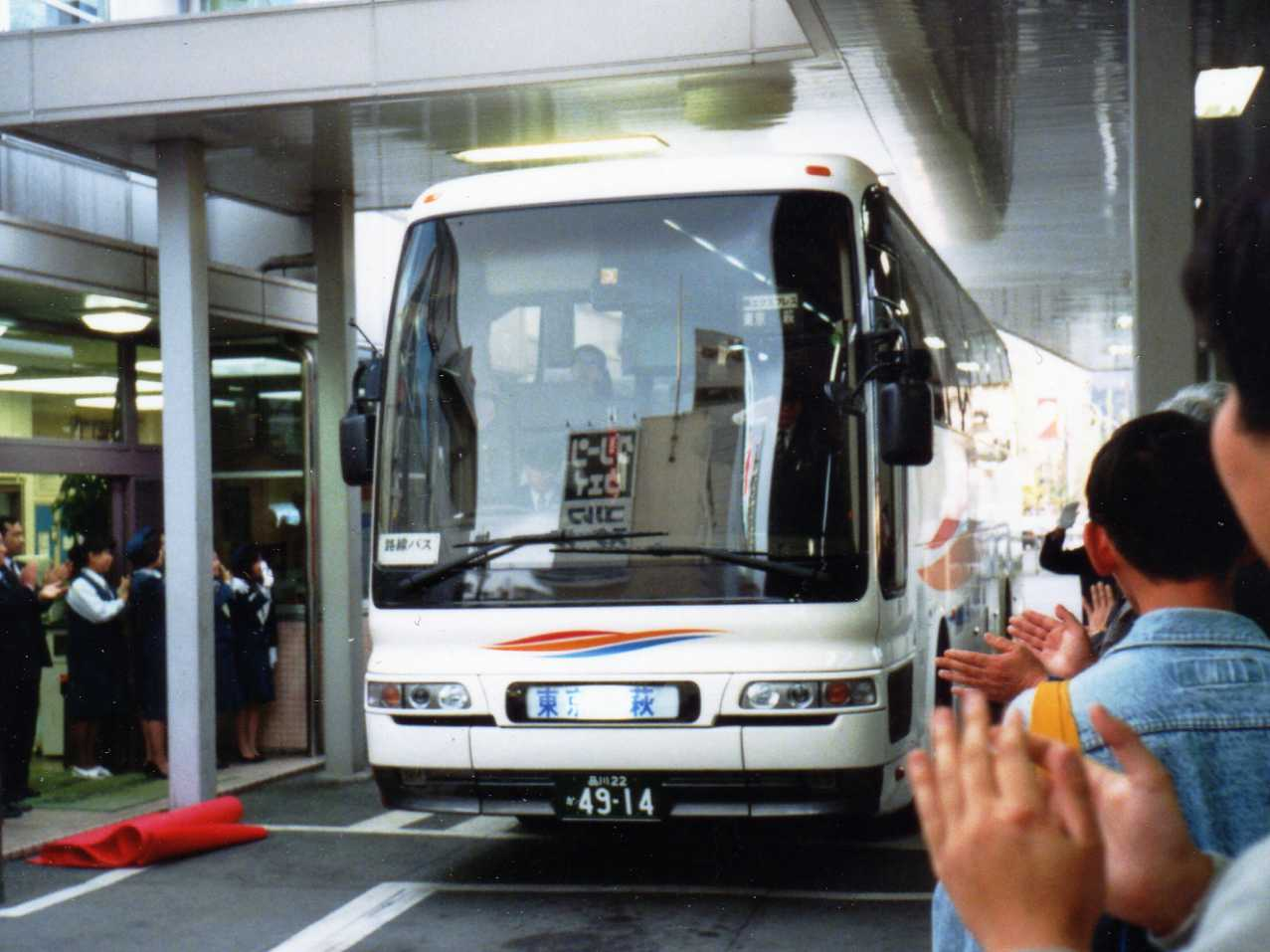
京浜急行の車両　品川バスターミナルにて（開業初日）
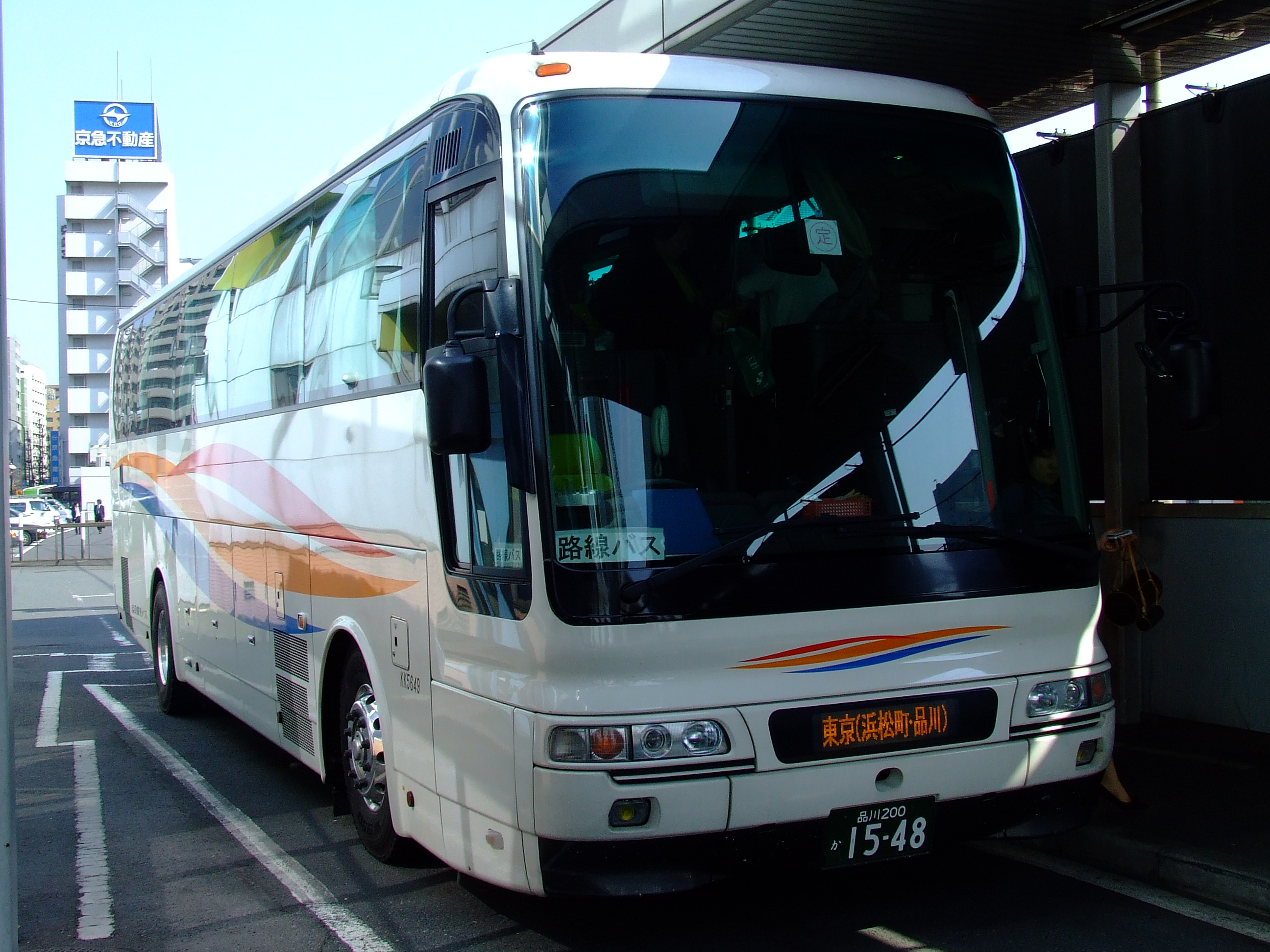
京急撤退直前の車両 品川バスターミナルにて
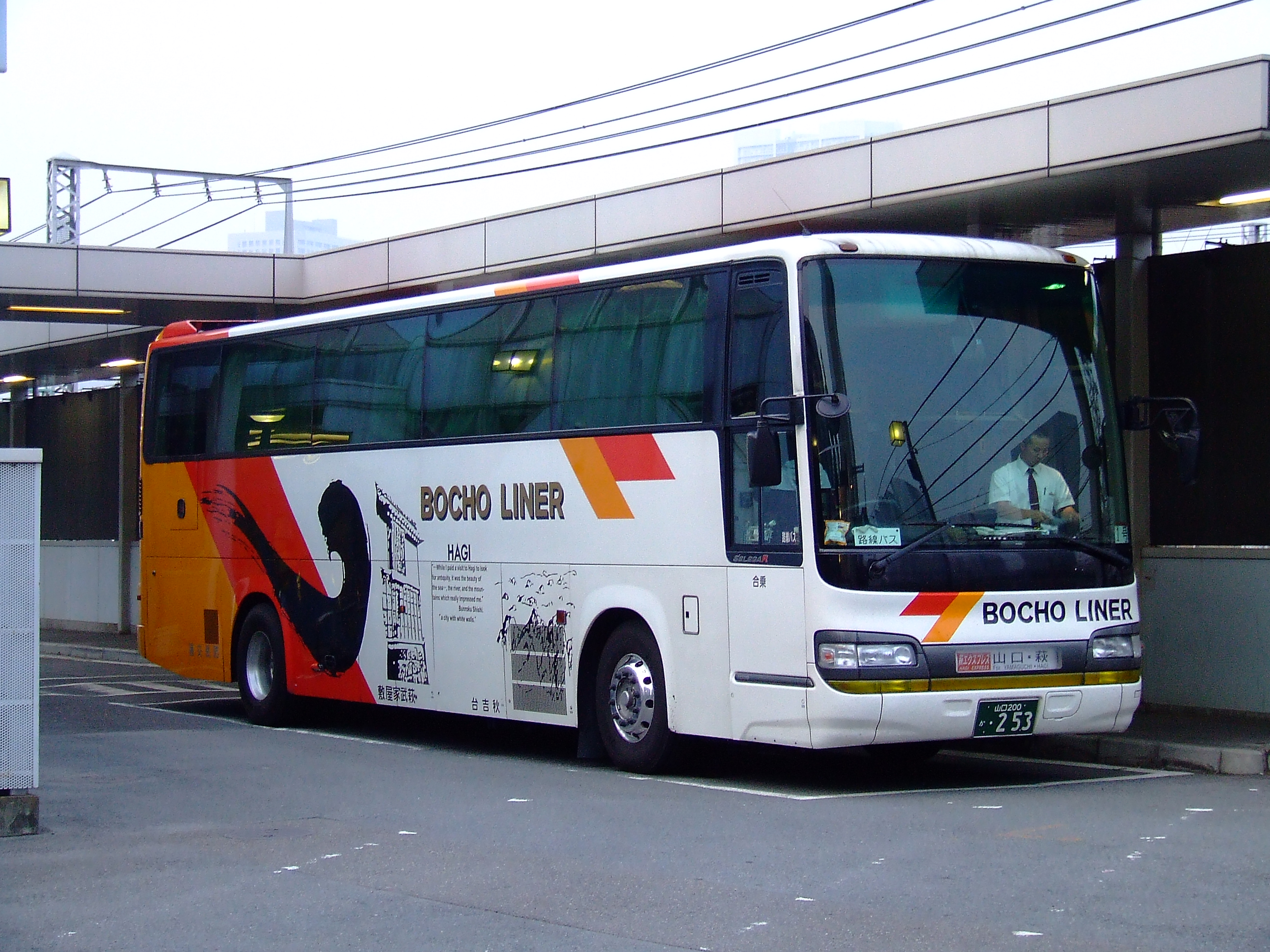
防長交通車両の品川発着時代の画像

## 車内設備、サービス
- 座席は一人がけ3列（一部2列）配置。最後尾の座席は完全に倒れない。
- 化粧室
- 使い捨てスリッパ
- コーヒー、緑茶、おしぼり
- 仕切りカーテン
- 全席電源コンセント(一部車両はUSBポート)
- 従来の「発車オ～ライネット」に加え、2007年9月1日以降の出発分から「高速バスネット」でも予約や照会ができるようになった。
- 山口湯田温泉の乗車前および防府駅前の到着後に近隣の入浴施設を割引価格で利用できるサービスを行っている[10]。
- 新型コロナウィルス感染拡大後、感染対策としてブランケットの貸出は中止されている。